# Негерей Ніна Петрівна
Ніна Петрівна Негерей (Данильченко) (нар. 3 травня 1958, село Торчин, тепер Коростишівського району Житомирської області) — українська радянська діячка, новатор сільськогосподарського виробництва, майстер машинного доїння колгоспу імені Мічуріна села Торчин Коростишівського району Житомирської області. Обиралася членом ЦК ВЛКСМ. Член Ревізійної Комісії КПУ в 1981—1990 р.

## Біографія
Закінчила Торчинську середню школу. У 1970—80-х роках — доярка, майстер машинного доїння колгоспу імені Мічуріна села Торчин Коростишівського району Житомирської області.
Член КПРС з 1977 року. Новатор сільськогосподарського виробництва, надоювала по 7743 кг молока від корови. Про її трудові досягнення інформувала документальна стрічка «Світанки Ніни Негерей», створена на Українській студії хронікально-документальних фільмів.
Автор книги «Із школи на ферму» (1983).
Потім — на пенсії у селі Торчин Коростишівського району Житомирської області.

## Склад родини
Одружена із зоотехніком колгоспу імені Мічуріна Михайлом Данильченком.

## Нагороди
- орден Леніна
- орден Трудового Червоного Прапора
- ордени
- медалі
- почесна грамота Президії Верховної Ради Української РСР (20.10.1978)
- лауреат премії Ленінського комсомолу